# WRC FIA World Rally Championship
WRC FIA World Rally Championship — это видеоигра по автогонкам, основанная на сезоне чемпионата мира по ралли 2010 года (WRC). Это первая игра, которая была официально лицензирована WRC со времен WRC: Rally Evolved 2005 года, и седьмая игра, получившая лицензию WRC. Игра была разработана компанией Milestone S.r.l. и издана Black Bean Games. Разработчик также создал Superstars V8 Racing и Alfa Romeo Racing Italiano.
В игре представлены официальные автомобили, водители и вторые водители сезона 2010 года и трех вспомогательных классов: Production World Rally Championship, Super 2000 World Rally Championship и Junior World Rally Championship. Таким образом, игра включает в себя 13 ралли, включая Ралли Финляндии и Ралли Португалии. Включено 550 км этапов, разделенных на 78 специальных этапов.
Также был доступен загружаемый набор автомобилей, включающий множество раллийных автомобилей группы B 1980-х годов, которые можно было приобрести через Xbox Live Marketplace и PlayStation Store.
Модели автомобилей содержат около 50 000 полигонов. Версия игры для ПК не поддерживает многопользовательский режим локальной сети, она поддерживает одиночную игру, режим вечеринки на том же ПК и многопользовательскую онлайн-игру с использованием учетной записи GameSpy.

## Отзывы
| Сводный рейтинг | Сводный рейтинг | Сводный рейтинг |
| Издание         | Оценка          | Оценка          |
| Издание         | PS3             | Xbox 360        |
| --------------- | --------------- | --------------- |
| GameRankings    | 65,82 %         | 65,50 %         |

Игра получила «смешанные или средние» отзывы на всех платформах, согласно сайту агрегации обзоров Metacritic. Она заняла 9-е место в чартах продаж Великобритании. В Японии, где игра была портирована и опубликована Cyberfront 14 апреля 2011 года, Famitsu поставил версиям для PlayStation 3 и Xbox 360 четыре семерки, в общей сложности 28 баллов из 40.

## Рекомендации
1. ↑  Boiston, Alan. VVV visit Milestone and roadtest WRC. Team VVV (21 июля 2010). Дата обращения: 3 мая 2022. Архивировано 16 октября 2015 года.
2. ↑  WRC: FIA World Rally Championship for PlayStation 3 (англ.). GameRankings. Дата обращения: 1 апреля 2025. Архивировано из оригинала 9 декабря 2019 года.
3. ↑  WRC: FIA World Rally Championship for Xbox 360 (англ.). GameRankings. Дата обращения: 1 апреля 2025. Архивировано из оригинала 9 декабря 2019 года.
4. ↑  UK Archive Software Charts. GFK Chart-Track. Дата обращения: 23 августа 2015. Архивировано из оригинала 4 марта 2016 года.